# Черняк, Марина Николаевна
Марина Николаевна Черняк (укр. Черняк Марина Миколаївна; род. 26 марта 1988 года, Запорожье, Украинская ССР, СССР) — украинская дзюдоистка, двукратный бронзовый призёр чемпионата Европы, бронзовый призёр Универсиады, четырёхкратный чемпион и неоднократный призёр чемпионатов Украины. Сестра-близнец Инны Черняк, украинской дзюдоистки, чемпионки Паралимпйских игр 2016 года.

## Биография
Родилась в Запорожье в 1988 году, начала заниматься дзюдо вместе с сестрой в 2001 году. В течение спортивной карьеры боролась в основном в весовой категории до 48 килограммов, изредка вступая в категории до 52 килограммов. 
В 2011 году впервые стала чемпионкой Украины. В 2013 году стала бронзовым призёром Универсиады, в 2014 году стала бронзовым призёром чемпионата Европы. В 2016 году на Олимпийских играх осталась девятой. Повторила успех в 2018 году. В 2020 году завершила карьеру в большом спорте. 
Окончила факультет физического воспитания Запорожского национального университета и Национальный юридический университет имени Ярослава Мудрого. 
9 ноября 2020 года вышла замуж 

## Результаты
2005
- Турнир серии «А» в Киеве (U20):
- Чемпионат Украины (U23):
- Чемпионат Украины:

2006
- Турнир серии «А» в Киеве (U20):
- Турнир серии «А» Atom Cup Paks (U20):
- Кубок мира:
- Чемпионат Украины:

2007
- Чемпионат Украины (U20):
- Чемпионат Украины (U23):
- Турнир серии «А» в Киеве (U20):
- Украинские спортивные игры:
- Турнир серии «А» Atom Cup Paks (U20):
- Турнир серии «А» Владыславово (U20):
- Турнир на призы Юрия Зусера (U23):
- Чемпионат Европы (U20): 7
- Чемпионат Европы (U23): 7

2008
- Кубок Украины:
- Чемпионат Украины (U23):
- Кубок мира:
- Чемпионат Украины:

2009
- Открытый Кубок Украины:
- Чемпионат Украины (U23):
- Турнир на призы Юрия Зусера (U23):
- Чемпионат Украины:

2010
- Кубок мира: 7
- Турнир этапа Кубка мира в Каире:
- Открытый Кубок Украины:
- Кубок мира: 5
- Чемпионат Украины (U23):
- Чемпионат Европы (U23):
- Чемпионат Украины:

2011
- Кубок мира:
- Турнир этапа Кубка Европы в Целе:
- Открытый Кубок Украины:
- Турнир этапа Кубка мира в Ташкенте:
- Кубок мира: 5
- Чемпионат Украины:

2012
- Открытый Кубок Украины:
- Турнир этапа Кубка Европы в Целе:
- Чемпионат Украины:

2013
- European Open Sofia:
- Открытый Кубок Украины:
- Универсиада:
- Турнир серии Гран-при в Алма-Ате:
- European Open Minsk:
- Чемпионат Украины:
- Турнир Большого шлема в Токио: 7
- Турнир серии Гран-при в Чеджу:

2014
- European Open Warsaw:
- Турнир серии Гран-при в Тбилиси:
- Турнир серии Гран-при в Самсуне:
- Чемпионат Европы:
- European Open Madrid:
- Турнир серии Гран-при в Будапеште: 7
- Чемпионат мира: 7
- Чемпионат Украины:
- Турнир серии Гран-при в Чеджу:
- Турнир Большого шлема в Токио: 7

2015
- Турнир серии Гран-при в Тбилиси:
- Турнир серии World Masters в Рабате: 5
- Европейские игры: 5
- Чемпионат мира: 5
- Турнир Большого шлема в Париже: 5

2016
- Турнир серии Гран-при в Дюссельдорфе: 7
- Турнир серии Гран-при в Тбилиси:
- Турнир серии Гран-при в Алма-Ате:
- Турнир серии World Masters в Гвадалахаре:

2017
- Финал Бундеслиги:
- Турнир серии Гран-при в Дюссельдорфе: 7
- Турнир Большого шлема в Баку: 5
- Турнир серии Гран-при в Тбилиси:
- Чемпионат Европы: 5
- Турнир серии Гран-при в Хох-хото: 5
- Чемпионат Украины:

2018
- Турнир серии Гран-при в Тунисе:
- Турнир Большого шлема в Париже:
- Чемпионат Европы:
- Турнир серии Гран-при в Гааге:

2019
- Турнир серии Гран-при в Тель-Авиве:
- Турнир серии Гран-при в Тбилиси: 7
- Турнир серии Гран-при в Будапеште:
- Турнир серии Гран-при в Ташкенте:
- Чемпионат Украины:
- Всемирные игры военных: 7